# NGC 6706
NGC 6706 é uma galáxia elíptica (E-S0) localizada na direcção da constelação de Pavo. Possui uma declinação de -63° 09' 59" e uma ascensão recta de 18 horas, 56 minutos e 51,0 segundos. Foi descoberta em 8 de Junho de 1836 por John Herschel.